# Finale Jaarbeursstedenbeker 1958
De finale van de Jaarbeursstedenbeker van het seizoen 1955/58 werd gehouden op 5 maart en 1 mei 1958. CF Barcelona nam het in zijn eerste Europese voetbalfinale op tegen het Engelse Londen XI, een samengesteld team van spelers van Londense topclubs.
De heenwedstrijd vond plaats op Stamford Bridge in Londen. Het duel eindigde op 2-2. De terugwedstrijd in Camp Nou werd overtuigend gewonnen door Barcelona. De Catalanen blikten de Britten met 6-0 in.

## Wedstrijdgegevens
|              |                                |       |                        |                                                                                         |
| 5 maart 1958 | Londen XI                      | 2 – 2 | CF Barcelona           | Stamford Bridge, Londen Toeschouwers: 45.466 Scheidsrechter: Albert Dusch (Zwitserland) |
| 5 maart 1958 | Greaves 10' Langley 88' (pen.) |       | 7' Martínez 35' Tejada | Stamford Bridge, Londen Toeschouwers: 45.466 Scheidsrechter: Albert Dusch (Zwitserland) |

| Londen XI | Barcelona |

| Londen XI: |                    |
|            |                    |
| GK         | Jack Kelsey        |
| DF         | Peter Sillett      |
| DF         | Danny Blanchflower |
| DF         | Ken Coote          |
| MF         | Maurice Norman     |
| MF         | Jim Lanley         |
| FW         | Vic Groves         |
| FW         | Jimmy Greaves      |
| FW         | Bobby Smith        |
| FW         | Johnny Haynes      |
| FW         | George Robb        |
| Coach:     |                    |
| Joe Mears  |                    |

| CF Barcelona:    |                   |
|                  |                   |
| GK               | Pedro Estrems     |
| DF               | Ferran Olivella   |
| DF               | Enric Gensana     |
| DF               | Joan Segarra      |
| MF               | Martí Vergés      |
| MF               | Enrique Ribelles  |
| FW               | Justo Tejada      |
| FW               | Evaristo          |
| FW               | Eulogio Martínez  |
| FW               | Ramón Villaverde  |
| FW               | Estanislao Basora |
| Coach:           |                   |
| Domènec Balmanya |                   |

|            |                                                         |       |           |                                                                                     |
| 1 mei 1958 | CF Barcelona                                            | 6 – 0 | Londen XI | Camp Nou, Barcelona Toeschouwers: 70.000 Scheidsrechter: Albert Dusch (Zwitserland) |
| 1 mei 1958 | Suárez 6', 8' Martínez 42' Evaristo 52', 75' Vergés 63' |       |           | Camp Nou, Barcelona Toeschouwers: 70.000 Scheidsrechter: Albert Dusch (Zwitserland) |

| Barcelona | Londen XI |

| CF Barcelona:   |                   |
|                 |                   |
| GK              | Antoni Ramallets  |
| DF              | Ferran Olivella   |
| DF              | Enric Gensana     |
| DF              | Joan Segarra      |
| MF              | Martí Vergés      |
| MF              | Joaquin Brugue    |
| FW              | Justo Tejada      |
| FW              | Evaristo          |
| FW              | Eulogio Martínez  |
| FW              | Luis Suárez       |
| FW              | Estanislao Basora |
| Coach:          |                   |
| Helenio Herrera |                   |

| Londen XI:  |                    |
|             |                    |
| GK          | Jack Kelsey        |
| DF          | George Wright      |
| DF          | Danny Blanchflower |
| DF          | Noel Cantwell      |
| MF          | Kenneth Brown      |
| MF          | Dave Bowen         |
| FW          | Vic Groves         |
| FW          | Terry Medwin       |
| FW          | Bobby Smith        |
| FW          | Jimmy Bloomfield   |
| FW          | Jim Lewis          |
| Coach:      |                    |
| Billy Milne |                    |

Overige Europese Bekertoernooien: UEFA Champions League · UEFA Europa Conference League · UEFA Super Cup · Europacup I (Beker der Landskampioenen) · Europacup II (Beker der Bekerwinnaars) · UEFA Intertoto Cup